# Georg Peter Leydel
Georg Peter Michael Leydel (* Januar 1768 in Poppelsdorf; gesegnet am 30. Januar 1768 in Bonn; † 23. Februar 1826 in Köln) war ein deutscher Architekt des Klassizismus.

## Leben
Leydel wuchs unter neun Geschwistern als Sohn des kurkölnischen Baumeisters Johann Georg Leydel und dessen Ehefrau Elisabeth Anna, geborene Schröder, in Mülheim am Rhein auf. Wie seine älteren Brüder Martin, der als Departementsbaumeister in Aachen wirkte und Vater des Architekten Adam Franz Friedrich Leydel wurde, und Michael, der in Krefeld verschiedene Bürgerhäuser (etwa Haus Floh) errichtete und dort auch als Urheber von ersten Skizzen für das Stadtschloss gilt, wurde er Architekt. Er lebte in Krefeld, später in Köln auf der Sternengasse.
Um 1808 erhielt er von der Gräfin Maria Anna von Hatzfeldt, geborene von Cortenbach, Witwe des kurz zuvor verstorbenen jülichschen Landmarschalls Edmund Gottfried von Hatzfeldt (1746–1806), den Auftrag, mit dem Umbau ihres Schlosses Kalkum bei Kaiserswerth zu beginnen. Leydels Umbau zog sich etwa bis 1814 hin und endete mit einem Missklang.